# Maximilian Zimmer (Jurist)

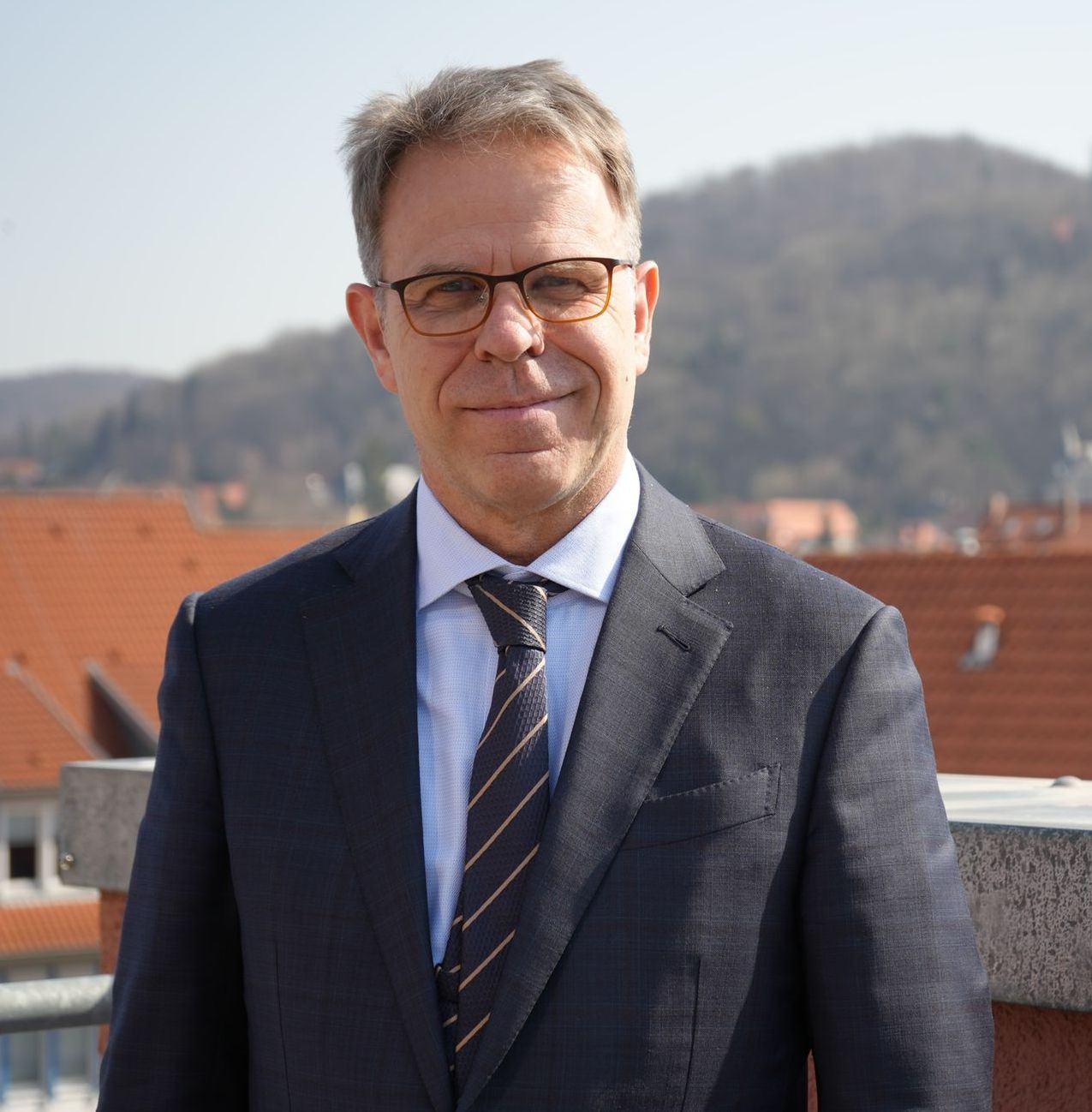
Maximilian Zimmer (2021)

Maximilian Zimmer (* 1965 in Meckenheim (Rheinland)) ist ein deutscher Jurist und Honorarprofessor.

## Leben
Zimmer nahm 1984 ein Studium der Rechtswissenschaften in Bonn auf und legte im Jahr 1988 die erste juristische Staatsprüfung ab. Nach dem Referendariat wurde er an der Universität Göttingen mit einer Arbeit zur Feststellungsklage im arbeitsgerichtlichen Verfahren promoviert und arbeitete anschließend als wissenschaftlicher Mitarbeiter am Bundesarbeitsgericht in Kassel. Von 1995 bis 1999 war Zimmer als Notarassessor in Halle (Saale) tätig und wurde anschließend 1999 zum Notar in Wernigerode bestellt.  Im Jahr 2011 wurde Zimmer zum Honorarprofessor für Wirtschaftsrecht an der Hochschule Harz ernannt. Er ist außerdem als Dozent an der Akademie des Deutschen Anwaltvereins sowie als nebenamtliches Mitglied des Justizprüfungsamtes beim Justizministerium Sachsen-Anhalt tätig. Zimmer ist Beiratsmitglied des Instituts für Notarrecht an der Georg-August-Universität Göttingen. Er ist Mitherausgeber der Zeitschrift für Immobilienrecht (ZfIR) und Mitglied des Herausgeberbeirats der Zeitschrift für die notarielle Beratungs- und Beurkundungspraxis (NotBZ). Darüber hinaus ist Zimmer Bearbeiter in zahlreichen Standardkommentaren, unter anderem dem Prütting zum BGB, dem NomosKommentar zum BGB, dem Jennißen zum WEG oder dem Diehn zur Bundesnotarordnung.
Maximilian Zimmer ist Sohn des ehemaligen Bundesrichters Karl Otto Zimmer.

## Schriften

### Monographien
- Der Anwendungsbereich der Feststellungsklage und des Feststellungsantrags im Arbeitsgerichtlichen Verfahren, Göttingen 1997 (zugleich Dissertation, Göttingen)
- Handbuch für Notarfachangestellte (zusammen mit Andreas Kersten und Thomas Krause), 6. Auflage, 2018, Carl Heymanns Verlag, ISBN 978-3-452-28809-7
- Ratgeber Demenzerkrankungen, 2009, Verlag Beck im dtv, ISBN 978-3-406-57322-4

### Aufsätze (Auswahl)
- Rücktritt vom Erbvertrag bei Testier- und Geschäftsunfähigkeit, NJW 2021, S. 1434–1437
- Das Verhältnis von gesetzlicher und rechtsgeschäftlicher Vertretung bei Geschäftsunfähigkeit im Erbrecht, ZEV 2021, S. 295–298

- Pflichten des Notars beim notariellen Nachlassverzeichnis, NJW 2019, S. 186–188

- Störungen beim Erb- und Pflichtteilsverzichtsvertrag, NJW 2017, S. 513–517
- Die postmortale (Vorsorge-)Vollmacht als Ersatz für den Erbschein im Grundbuchrecht, NJW 2016, S. 3341–3343
- Verzicht auf im Grundbuch eingetragene Rechte durch den Betreuer, NJW 2012, S. 1919–1922